# USS Quincy (CA-39)
USS Quincy (CA-39) là một tàu tuần dương hạng nặng của Hải quân Hoa Kỳ thuộc lớp New Orleans, là chiếc tàu chiến thứ hai được đặt tên theo thành phố Quincy thuộc tiểu bang Massachusetts. Trong giai đoạn đầu của Chiến tranh Thế giới thứ hai, Quincy được điều động từ Mặt trận châu Âu sang tăng cường cho Mặt trận Thái Bình Dương, và đã bị đánh chìm trong trận chiến đảo Savo vào tháng 8 năm 1942.

## Thiết kế và chế tạo
Quincy được đặt lườn bởi hãng Bethlehem Shipbuilding Company tại Quincy, Massachusetts vào ngày 15 tháng 11 năm 1933, được hạ thủy vào ngày 19 tháng 6 năm 1935, được đỡ đầu bởi Bà Henry S. Morgan, và được đưa ra hoạt động tại Boston vào ngày 9 tháng 6 năm 1936 dưới quyền chỉ huy của thuyền trưởng, Đại tá Hải quân William Faulkner Amsden.

## Lịch sử hoạt động

### Những năm giữa hai cuộc thế chiến
Không lâu sau khi được phân về Hải đội Tuần dương 8 thuộc Hạm đội Đại Tây Dương Hoa Kỳ, Quincy được lệnh đi đến vùng biển Địa Trung Hải vào ngày 20 tháng 7 năm 1936, để bảo vệ những quyền lợi của Hoa Kỳ tại Tây Ban Nha vào lúc cao trào của cuộc nội chiến tại đây. Quincy đi qua eo biển Gibraltar vào ngày 26 tháng 7, và đến Málaga vào ngày 27 tháng 7 để thực thi vai trò của mình. Trong khi ở lại vùng biển Tây Ban Nha, nó hoạt động cùng với một hạm đội giải cứu quốc tế vốn còn bao gồm các thiết giáp hạm bỏ túi Đức Deutschland, Admiral Graf Spee và Admiral Scheer. Quincy đã đưa 490 người tị nạn đến Marseille và Villefranche, Pháp, trước khi được thay phiên bởi tàu tuần dương hạng nhẹ Raleigh vào ngày 27 tháng 9.
Quincy quay trở về Xưởng hải quân Boston vào ngày 5 tháng 10 để sửa chữa chuẩn bị cho việc chạy thử máy nghiệm thu tổ chức từ ngày 15 đến ngày 18 tháng 3 năm 1937. Nó lên đường hướng sang Thái Bình Dương vào ngày 12 tháng 4 để gia nhập Hải đội Tuần dương 7, băng qua kênh đào Panama từ ngày 23 đến ngày 27 tháng 4 và đi đến Trân Châu Cảng vào ngày 10 tháng 5.
Quincy khởi hành cùng với Hải đội Tuần dương thuộc Hạm đội Thái Bình Dương vào ngày 20 tháng 5 trong một cuộc thực tập chiến thuật, vốn là lần đầu tiên trong số nhiều cuộc cơ động mà nó tham gia vào những năm 1937-1938. Từ ngày 15 tháng 3 đến ngày 28 tháng 4 năm 1938, nó tham gia cuộc diễn tập quan trọng ngoài khơi quần đảo Hawaii cùng với Hạm đội Thái Bình Dương mang tên Vấn đề Hạm đội XIX. Sau khi được đại tu tại Xưởng hải quân Mare Island, Quincy tiếp nối các hoạt động thực hành chiến thuật cùng với hải đội của nó ngoài khơi San Clemente, California, cho đến khi được bố trí trở lại Đại Tây Dương vào ngày 4 tháng 1 năm 1939.
Quincy vượt qua kênh đào Panama vào ngày 13 tháng 1 năm 1939 hướng đến vịnh Guantanamo, nơi nó tiến hành các cuộc huấn luyện tác xạ và thực tập đổ bộ. Nó cũng tham gia cuộc tập trận Vấn đề Hạm đội XX cùng với Hạm đội Đại Tây Dương từ ngày 13 đến ngày 26 tháng 2. Sau đó Quincy thực hiện một chuyến đi viếng thăm hữu nghị đến Nam Mỹ từ ngày 10 tháng 4 đến ngày 12 tháng 6, và khi quay trở về Norfolk đã nhận lên tàu lực lượng trừ bị cho ba chuyến đi huấn luyện từ ngày 9 tháng 7 đến ngày 24 tháng 8. Nó trải qua phần còn lại của năm 1939 tuần tra tại Bắc Đại Tây Dương do chiến tranh đã nổ ra tại Châu Âu.
Sau khi được đại tu tại Norfolk cho đến ngày 4 tháng 5 năm 1940, một lần nữa Quincy thực hiện chuyến viếng thăm hữu nghị Brasil, Uruguay và Argentina trước khi quay trở về Norfolk vào ngày 22 tháng 9. Nó hoàn tất thêm ba khóa huấn luyện lực lượng trừ bị từ ngày 1 tháng 10 đến ngày 20 tháng 12.
Quincy tham gia các cuộc cơ động của Hạm đội Đại Tây Dương và các cuộc tập trận đổ bộ ngoài khơi đảo Culebra, Puerto Rico từ ngày 3 tháng 2 đến ngày 1 tháng 4 năm 1941. Với tình hình xung đột leo thang tại châu Âu, nó được điều đến Lực lượng Đặc nhiệm 2 và hoạt động cùng với tàu sân bay Wasp tại khu vực giữa Đại Tây Dương từ ngày 26 tháng 4 đến ngày 6 tháng 6, duy trì vị thế trung lập của Hoa Kỳ. Sau đó, nó hoạt động cùng với tàu sân bay Yorktown và Lực lượng Đặc nhiệm 28 cho đến khi quay trở về nhà vào ngày 14 tháng 7.

### Chiến tranh Thế giới thứ hai

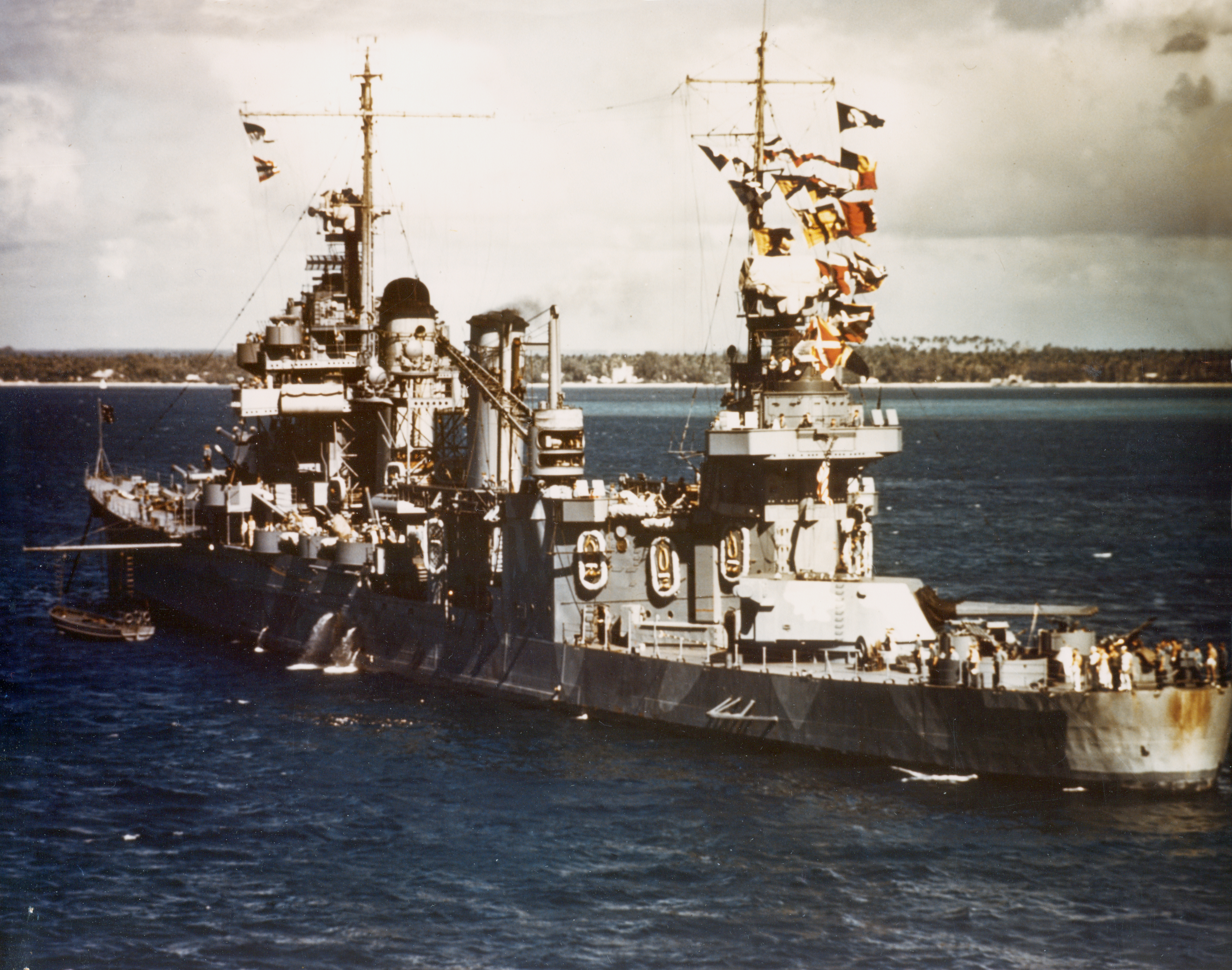
Quincy Thả neo tại New Caledonia vào ngày 3 tháng 8 năm 1942, vài ngày trước trận chiến cuối cùng

Vào ngày 28 tháng 7 năm 1941, Quincy lên đường cùng với Lực lượng Đặc nhiệm 16 hướng đến Iceland thi hành nhiệm vụ tuần tra trung lập, bao gồm một chuyến tuần tra tại eo biển Đan Mạch từ ngày 21 đến ngày 24 tháng 9. Nó quay trở về Newfoundland cùng với một đoàn tàu vận tải vào ngày 31 tháng 10. Sau đó Quincy đi đến Cape Town thuộc Nam Phi ngang qua Trinidad, nơi nó gặp gỡ một đoàn tàu vận tải và được nó hộ tống quay trở lại Trinidad vào ngày 29 tháng 12.
Quincy quay trở lại vùng biển Iceland vào ngày 25 tháng 1 năm 1942 tiếp tục nhiệm vụ tuần tra và hộ tống vận tải cùng với Lực lượng Đặc nhiệm 15, và đã thực hiện một chuyến tuần tra khác tại eo biển Đan Mạch từ ngày 8 đến ngày 11 tháng 3. Nó lên đường vào ngày 14 tháng 3 quay về Hoa Kỳ, trải qua một đợt đại tu tại Xưởng hải quân New York kéo dài cho đến cuối tháng 5.
Quincy lên đường vào ngày 5 tháng 6 hướng đến San Diego ngang qua kênh đào Panama, đến nơi vào ngày 19 tháng 6. Nó được điều về Lực lượng Đặc nhiệm 18 và hoạt động như là soái hạm của Chuẩn Đô đốc Norman R. Scott, Tư lệnh Lực lượng Tuần dương. Quincy lên đường vào tháng 7 hướng sang khu vực Nam Thái Bình Dương cùng các tàu chiến khác được tập trung cho việc chiếm đóng Guadalcanal.
Trước khi cuộc đổ bộ của lực lượng Thủy quân Lục chiến lên Guadalcanal diễn ra vào ngày 7 tháng 8, hoả lực hải pháo của Quincy đã phá hủy nhiều cơ sở và một kho dầu Nhật Bản trên bờ khi nó bắn phá Lunga Point. Sau đó nó hỗ trợ trực tiếp cho lực lượng trên bờ vào lúc đổ bộ.

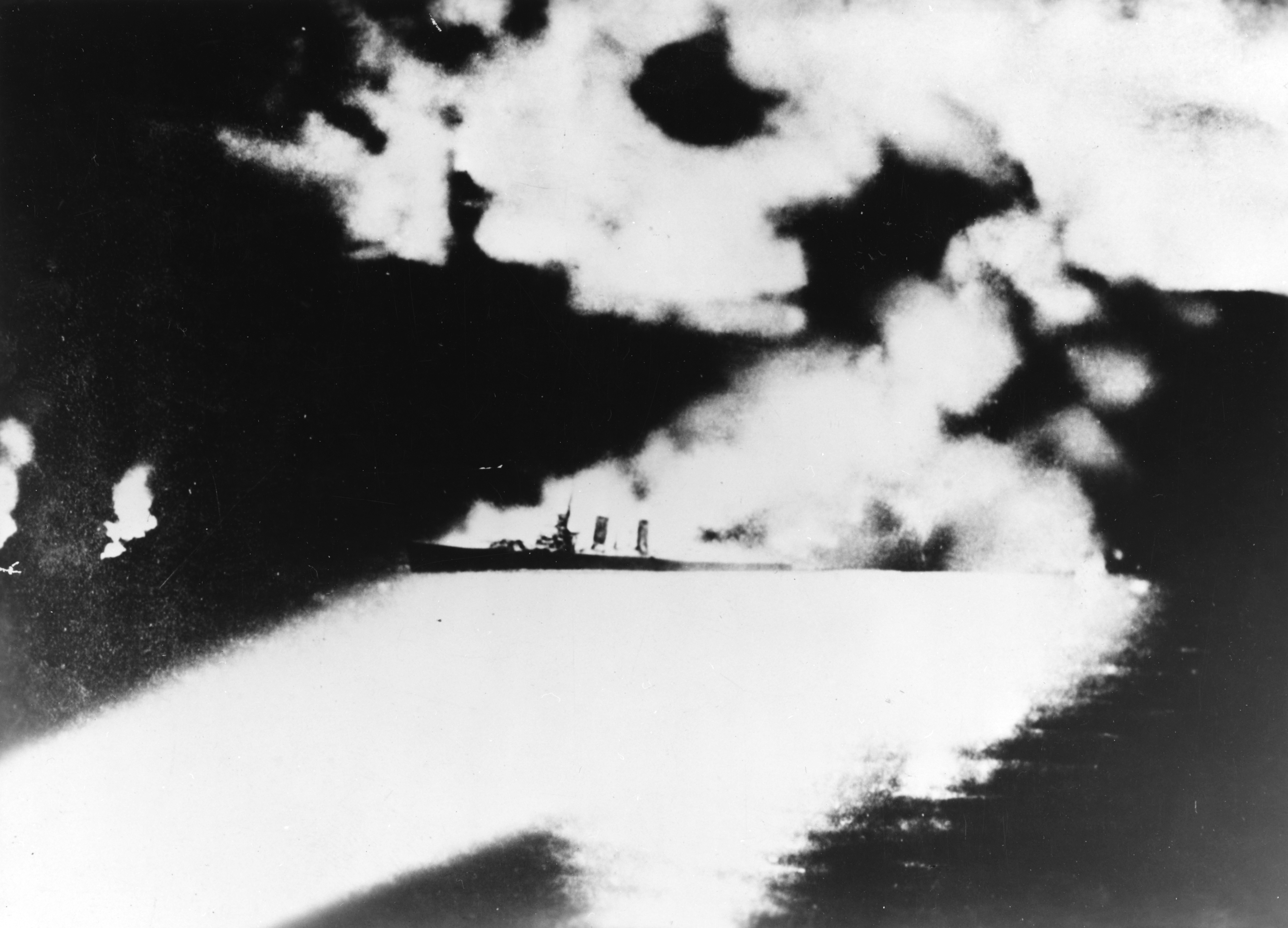
Quincy trong ánh đèn pha của tàu chiến Nhật Bản, không lâu trước khi bị đánh chìm ngoài khơi đảo Savo với tổn thất nhân mạng nặng nề, ngày 9 tháng 8 năm 1942.

Trong khi đang tuần tra trong eo biển giữa đảo Florida và đảo Savo vào những giờ đầu tiên của ngày 9 tháng 8 năm 1942, Quincy bị một lực lượng Hải quân Nhật Bản lớn tấn công trong Trận chiến đảo Savo và chịu nhiều phát đạn pháo bắn trúng trực tiếp, khiến mọi khẩu pháo đều bị loại khỏi vòng chiến, và có đến 370 người tử trận kể cả thuyền trưởng cùng 167 người khác bị thương. Nó chìm ở tọa độ 9°4′32″N 159°58′30″Đ / 9,07556°N 159,975°Đ, trong một khu vực mà ngày nay được đặt tên là eo biển Đáy sắt, do có quá nhiều tàu chiến của cả hai phía bị đánh chìm trong Thế Chiến II.

## Phần thưởng
Quincy Được tặng thưởng một Ngôi sao Chiến trận do thành tích phục vụ trong Chiến tranh thế giới thứ hai.
| Bronze star |             |
|             | Bronze star |

| Dãi băng Hoạt động Tác chiến  | Dãi băng Hoạt động Tác chiến                                            | Huân chương Phục vụ Phòng vệ Hoa Kỳ với 1 Ngôi sao Chiến trận           | Huân chương Phục vụ Phòng vệ Hoa Kỳ với 1 Ngôi sao Chiến trận |
| Huân chương Chiến dịch Hoa Kỳ | Huân chương Chiến dịch Châu Á-Thái Bình Dương với 1 Ngôi sao Chiến trận | Huân chương Chiến dịch Châu Á-Thái Bình Dương với 1 Ngôi sao Chiến trận | Huân chương Chiến thắng Thế Chiến II                          |